# غزيلة (إيران)
غزيلة هي قرية في مقاطعة سردشت، إيران. يقدر عدد سكانها بـ 357 نسمة بحسب إحصاء 2016.